# Juliusz Bauer
Juliusz Bauer – oficer c. i k. armii.
Jako pułkownik 10 pułku piechoty Austro-Węgier w Przemyślu otrzymał pozwolenie na noszenie Krzyża Komandorskiego szwedzkiego Orderu Miecza.